# Cesuras
Cesuras is een voormalige gemeente in de Spaanse provincie A Coruña in de regio Galicië met een oppervlakte van 80 km². In 2001 telde Cesuras 2551 inwoners.
Tot 2013 was Cesuras een zelfstandige gemeente. Dat jaar werd het met Oza dos Ríos samengevoegd tot de nieuwe fusiegemeente Oza-Cesuras. 

## Demografische ontwikkeling
Bron: INE, 1857-2011: volkstellingen

## Galerij

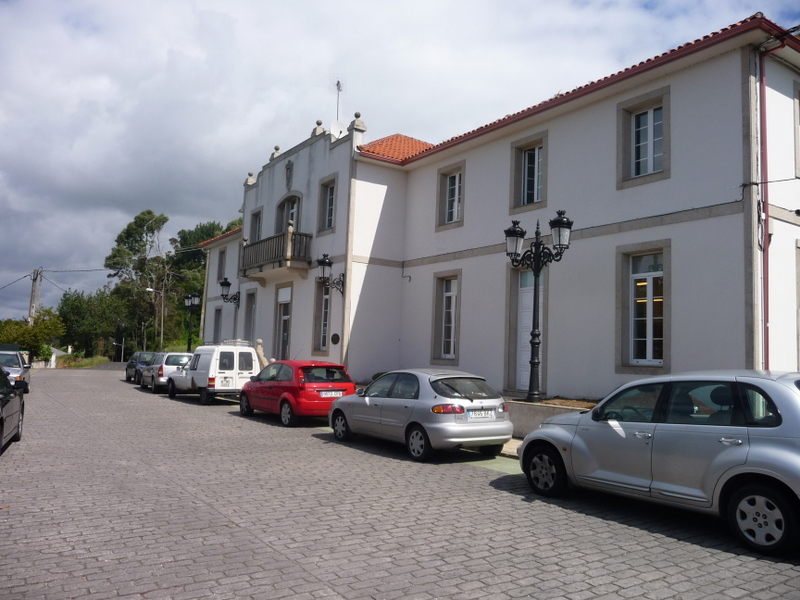
Gemeentehuis
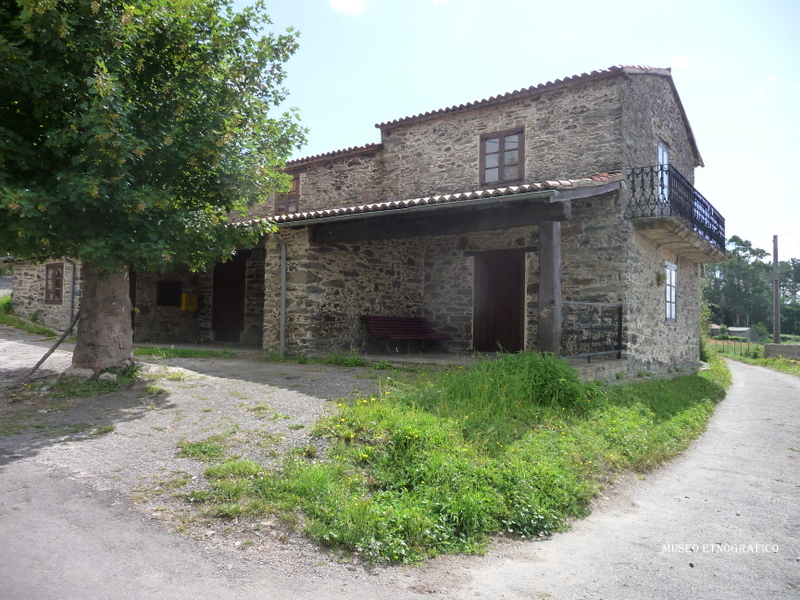
Museum van Cesuras
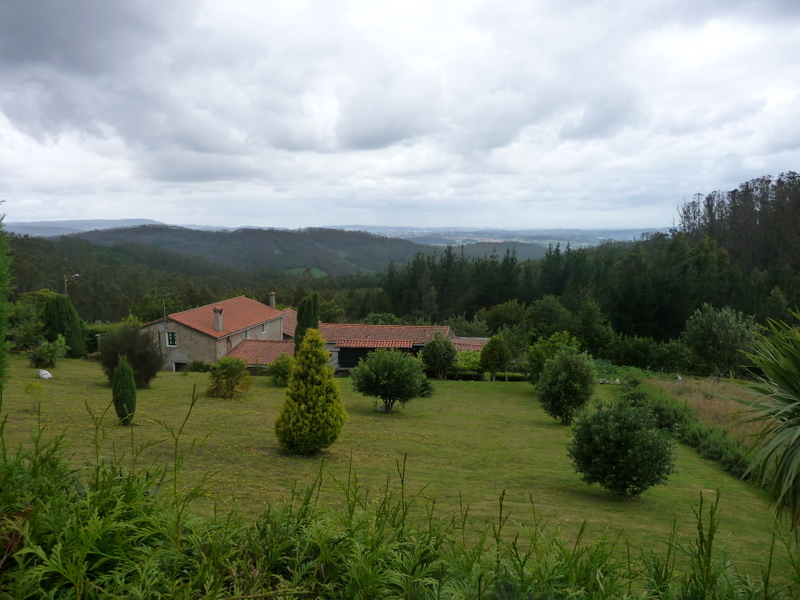
Lugar
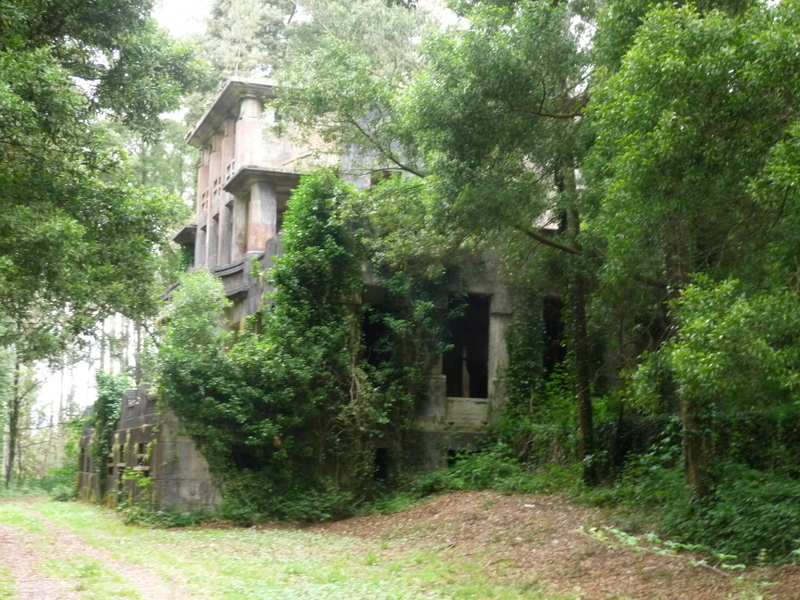
Ziekenhuis